# Zimmerius
Zimmerius là một chi chim trong họ Tyrannidae.

## Các loài
Có 15 loài được ghi nhận trong chi này:
- Zimmerius acer
- Zimmerius albigularis
- Zimmerius bolivianus
- Zimmerius cinereicapilla
- Zimmerius chicomendesi
- Zimmerius chrysops
- Zimmerius flavidifrons
- Zimmerius gracilipes
- Zimmerius improbus
- Zimmerius minimus
- Zimmerius parvus
- Zimmerius petersi
- Zimmerius vilissimus
- Zimmerius villarejoi
- Zimmerius viridiflavus